# Condado de Bay (Flórida)
O condado de Bay (em inglês:  Bay County) é um dos 67 condados do estado americano da Flórida. Foi fundado em 24 de abril de 1913. A sede e cidade mais populosa do condado é Panama City.

## Geografia
De acordo com o United States Census Bureau, o condado possui uma área de 2 676 km², dos quais 1 964 km² estão cobertos por terra e 711 km² por água.

## Demografia
Segundo o censo nacional de 2010, o condado possui uma população de 168 852 habitantes e uma densidade populacional de 86 hab/km². Possui 99 650 residências, que resulta em uma densidade de 50,7 residências/km².
Das sete localidades incorporadas no condado, Panama City é a mais populosa, com 36 484 habitantes, o que representa 22% da população total, enquanto que Parker é a mais densamente povoada, com 872,7 hab/km². Mexico Beach é a menos populosa, com 1 072 habitantes. De 2000 para 2010, a população de Panama City Beach cresceu quase 57% e a de Parker reduziu em quase 7%. Apenas 4 localidades possuem população superior a 10 mil habitantes.